# Angelo Mangini
Angelo Mangini (* 18. März 1905 in Mola di Bari; † 4. August 1988 in Bologna) war ein italienischer Chemiker (Organische Chemie).
Mangini war seit 1940 Professor für höhere organische Chemie an der Universität Bologna. Er leitete dort ab 1940 das Institut für industrielle Chemie und die Fakultät für Industrielle Chemie von 1945 bis 1946 und 1948 bis 1969.
Er befasste sich unter anderem mit Synthese organischer Farbstoffe, dem Verhältnis von Struktur, Zusammensetzung und Reaktivität organischer Moleküle und Molekülspektroskopie.
1987 erhielt er die Schrödinger Medal bei deren erster Verleihung. 1980 wurde er Mitglied der Accademia dei Lincei.